# Quiabentia verticillata
Quiabentia verticillata är en kaktusväxtart som först beskrevs av Vaupel, och fick sitt nu gällande namn av John Borg. Quiabentia verticillata ingår i släktet Quiabentia och familjen kaktusväxter. Inga underarter finns listade i Catalogue of Life.

## Bildgalleri

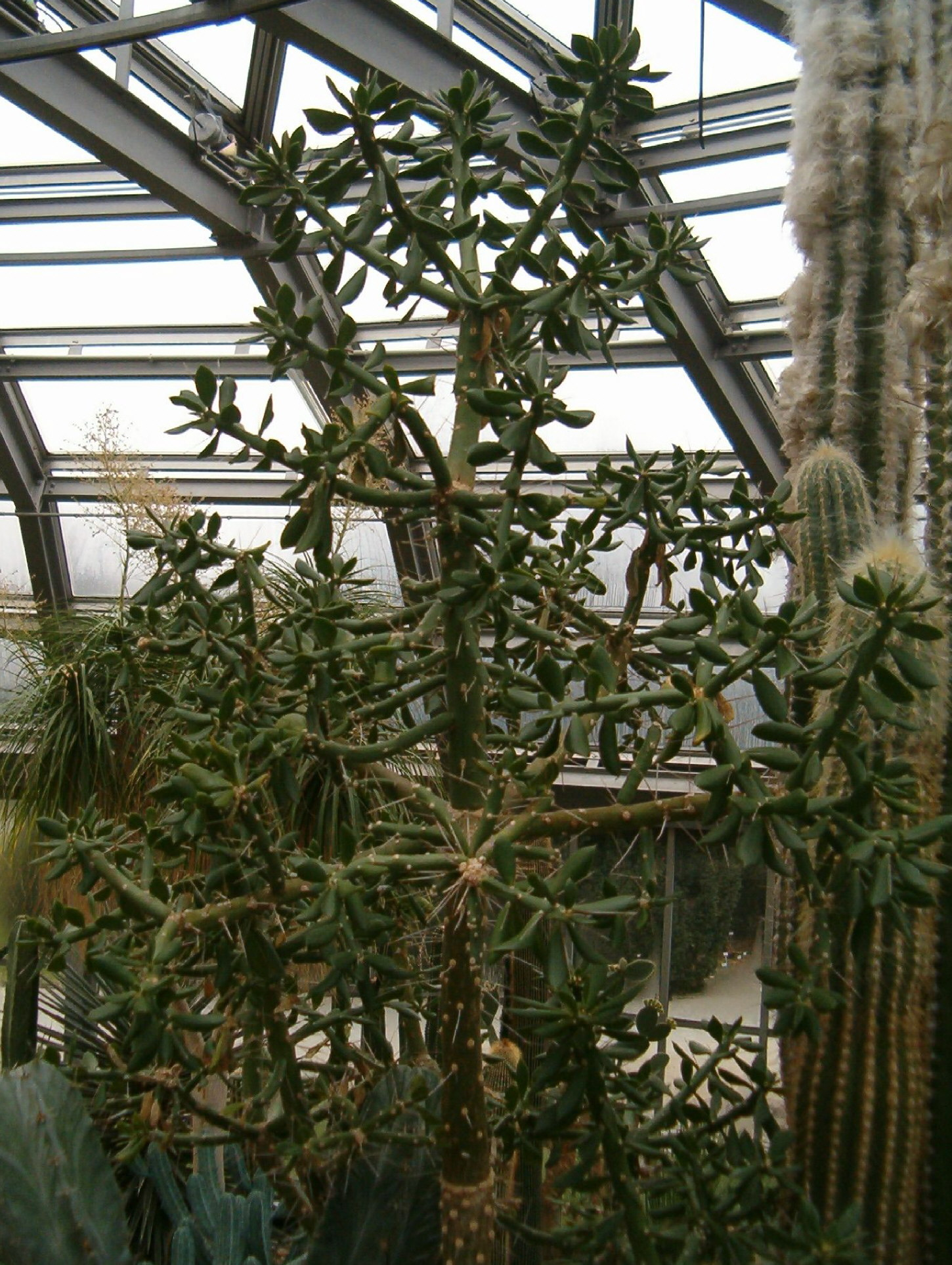
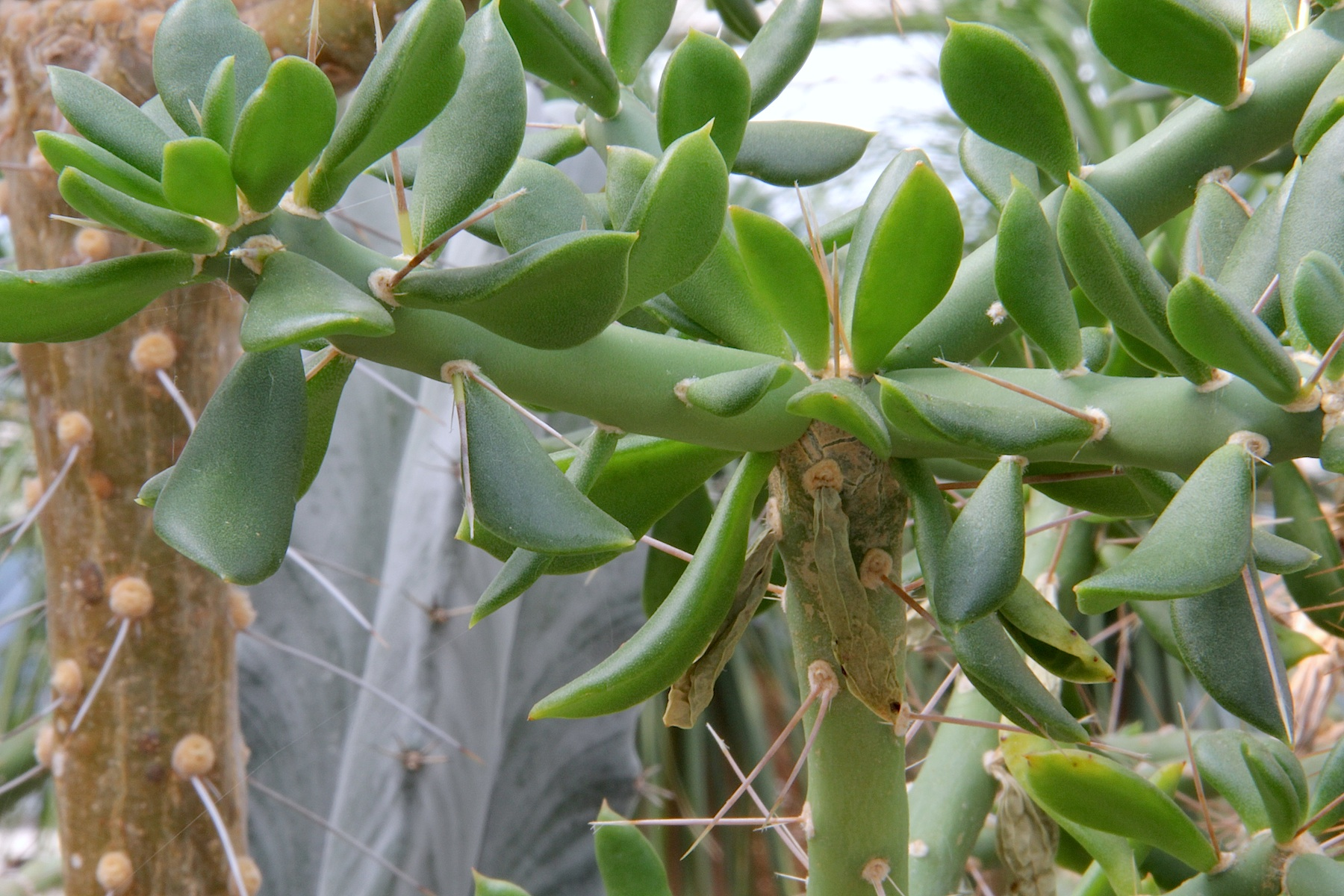
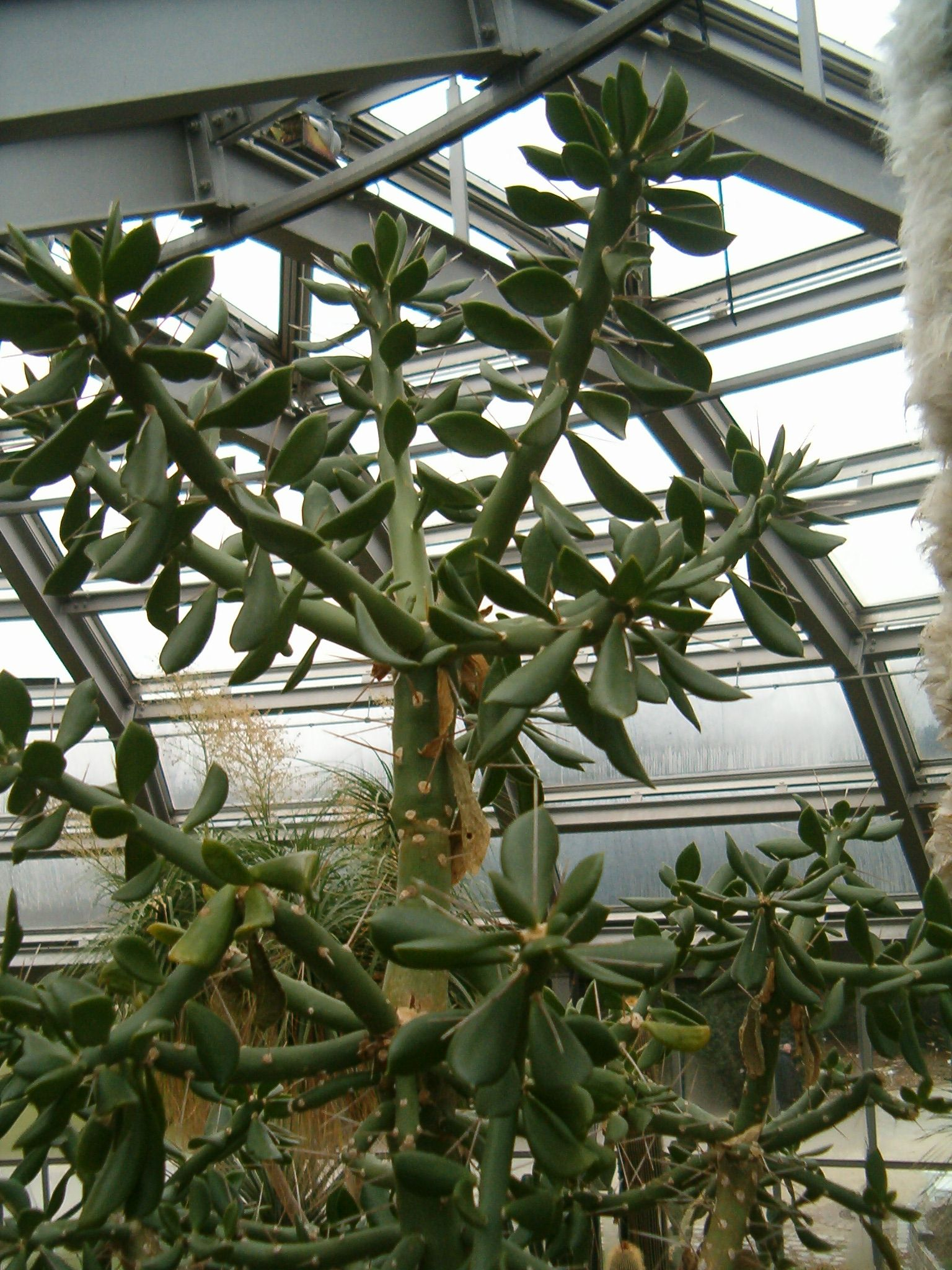